# Vida Janežič
Vida Janežič-Lučka, slovenska aktivistka OF, partizanka in narodni heroj, * 6. junij 1914, Podbrdo, † 6. oktober 1944, Ljubljana.
Janežičeva je leta 1939 diplomirala na Filozofski fakulteti v Ljubljani. Po diplomi je delala kot tajnica na Poljanski gimnaziji v Ljubljani.
Janežičeva je že kot študentka delovala v Slovenskem akademskem klubu. Leta 1934 je bila sprejeta v SKOJ. Po okupaciji 1941 se je vključila v OF in še istega leta postala članica KPS. Opravljala je razne dolžnosti v ilegali: bila je sekretarka različnih rajonskih odborov OF v Ljubljani, članica OK KPS in OO OF mesta Ljubljane. Februarja 1944 je bila aretirana ter aprila odpeljana v koncentracijsko taborišče pri Salzburgu, od koder je bila avgusta meseca vrnjena na zasliševanja v Ljubljano, kjer je po mučenju v zaporu umrla. Po nekaterih podatkih je bila obešena v ljubljanskih zaporih. Za narodno herojinjo je bila razglašena 22. julija 1953.
Po njej je mdr. 1982–90 nosila ime Srednja šola za družboslovje in splošno kulturo Vide Janežič (Gimnazija Poljane).